# Minnesota Woman Suffrage Association

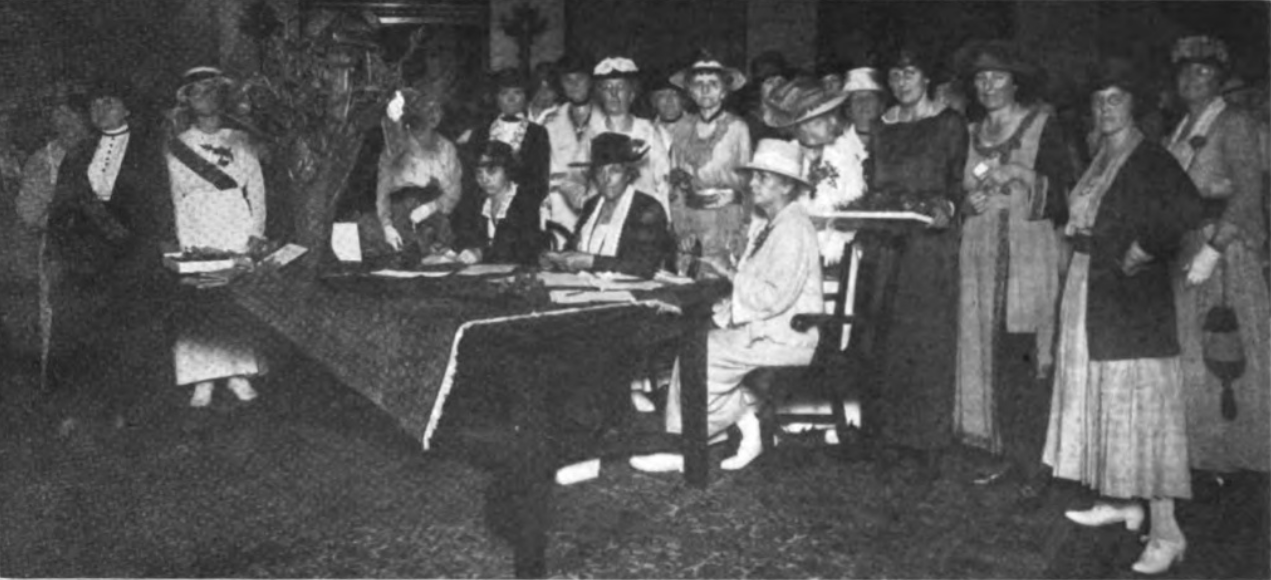
Ratification Day at Minnesota Woman Suffrage Association (September 8, 1919)

Minnesota Woman Suffrage Association (MWSA) var en organisation för kvinnors rättigheter och införandet av rösträtt för kvinnor i delstaten Minnesota i USA, grundad 1881.  Dess verksamhet bidrog till att delstaten godkände rösträttsreformen 1919, ett år innan den godkändes federalt året därpå. 